# Korina Janež
Korina Lara Janež (* 25. Februar 2004 in Ljubljana) ist eine slowenische Fußballspielerin, die seit Juli 2024 Vertragsspielerin des 1. FC Union Berlin ist.

## Leben
Janež besuchte zunächst die Grundschule „Tone Čufar“ im Stadtzentrum von Ljubljana und anschließend ab 2019 das Gymnasium Šiška mit Schwerpunkt Sport, an dem sie 2022 ihr Abitur ablegte.
Im Sommer 2023 begann sie ein Studium im Fach Medienmanagement.

## Sportliche Laufbahn

### Judo
Als Sechsjährige begann sie mit Judo und nahm für ihre Schule an mehreren nationalen Wettkämpfen teil; 2013 und 2014 wurde sie Landesmeisterin in ihrer Altersklasse. Nach bestandener Prüfung zum 2. Schülergrad (Kyū) war sie zuletzt Trägerin des blauen Gürtels.

### Fußball

#### Vereine
Im Sommer 2015 trat sie zusätzlich in den Fußballverein ŽNK Krim ein und durchlief dessen Jugendabteilungen im Mädchenfußball. Mit den U-17-Juniorinnen gewann Janež 2020 und 2021 die Landesmeisterschaft, sie selbst wurde 2021 Torschützenkönigin der Nachwuchsliga. Mit 16 Jahren debütierte sie im Verlauf der Saison 2020/21 in der Frauenmannschaft von Krim in der Slowenischen Frauenliga (slowenisch: Slovenska ženska nogometna liga). Am 8. Spieltag (4. Oktober 2020) wurde sie beim 3:1-Auswärtserfolg gegen ŽNK MB Tabor in der 72. Spielminute eingewechselt, kurz darauf bereitete sie den dritten Treffer ihrer Mannschaft zum späteren Endstand vor. Ihr erstes Tor gelang ihr am 13. Spieltag (14. März 2021) beim 6:2-Auswärtserfolg gegen ŽNK Cerklje, sie traf zum zwischenzeitlichen 2:0 und erzielte im Verlauf der Partie noch zwei weitere Tore. Nach dieser Spielzeit wechselte sie zum Ligakonkurrenten ŽNK Radomlje, für den sie in der Saison 2021/22 aktiv war. Im Sommer 2022 wechselte sie zum deutschen Zweitligisten RB Leipzig, bei dem sie einen Zweijahresvertrag erhielt. Da dieser keine Laufzeitverlängerung erfuhr, verließ sie den Verein am Saisonende, der sie am 10. Mai 2024 verabschiedete. Am 3. Juli 2024 wurde ihre Verpflichtung zur Saison 2024/25 auf der Website des Zweitligaaufsteigers 1. FC Union Berlin öffentlich.

#### Nationalmannschaft
Mit der slowenischen U-17-Auswahl nahm Janež an der Qualifikation für die Europameisterschaft 2019 teil. In allen drei Spielen der im März 2019 in Italien ausgetragenen zweiten Runde wurde sie jeweils eingewechselt. Als Zweiter der Gruppe F der „Eliterunde“ verpasste Slowenien die Teilnahme an der Endrunde in Bulgarien. Bei der im Oktober 2019 auf den Färöern ausgetragenen ersten Runde zur Qualifikation für die geplante Europameisterschaft 2020 stand Janež in allen drei Spielen in der Startelf. Slowenien konnte sich als Gruppenzweiter der „Qualifikationsrunde“ für die „Eliterunde“ qualifizieren, doch wurde diese später wegen der COVID-19-Pandemie ebenso abgesagt wie die komplette Endrunde in Schweden.
Mit der U-19-Nationalmannschaft nahm Janež als Spielführerin an der Qualifikation für die Europameisterschaft 2022 teil. Die im September 2021 ausgetragene erste Runde beendete die slowenische Auswahl punktelos als Gruppenletzter und wurde somit für die zweite Runde in Liga B abgestuft. Als Gastgeber der im April 2022 durchgeführten zweiten Qualifikationsrunde gelang ohne Punktverlust der Gruppensieg und damit die Rückkehr in Gruppe A zur folgenden EM-Qualifikationsrunde. Janež bestritt alle Partien über die volle Distanz; im Spiel gegen Nordmazedonien erzielte sie am 12. April 2022 ihr erstes Länderspieltor. In der Qualifikation zur Europameisterschaft 2023 wurde sie ebenfalls in allen Spielen eingesetzt. Slowenien konnte sich knapp für die die zweite Qualifikationsrunde der Liga A qualifizieren, schloss diese dann aber mit nur einem Punkt als Gruppenletzter und dem damit verbundenen Abstieg in Liga B für die folgende EM-Qualifikation ab. Im Gruppenspiel gegen England am 5. April 2023 traf Janež per Strafstoß zum zwischenzeitlichen 1:0 – es blieb der einzige Torerfolg der Sloweninnen in der zweiten Runde.
Am 1. Dezember 2020 debütierte sie im EM-Qualifikationsspiel gegen Estland (2:0) in der Nationalmannschaft der Frauen.

#### Erfolge
- Meister 2. Bundesliga: 2023 (mit RB Leipzig)
- Meister 2. Bundesliga: 2025 (mit 1. FC Union Berlin)